# Raion de Drochia
Le raion de Drochia est un raion de la république de Moldavie, dont le chef-lieu est Drochia. En 2014, sa population était de 74 443 habitants.

## Démographie
| Groupe ethnique      | %    |
| -------------------- | ---- |
| Moldaves et Roumains | 89,1 |
| Ukrainiens           | 8,7  |
| Russes               | 1,6  |
| Roms                 | 0,4  |
| Autres               | 0,2  |
| Gagaouzes            | 0,1  |

## Économie
En 2009, 13 767 entreprises étaient implantées dans le raïon.

## Religions
- 98,2 % de la population du raïon est chrétienne, dont une grande partie sont orthodoxes.
- 0,4 % de la population est athée ou sans religion.

## Communes
- Zgurița (population 2 840)